# Chrysobothris idahoensis
Chrysobothris idahoensis är en skalbaggsart som beskrevs av Barr 1969. Chrysobothris idahoensis ingår i släktet Chrysobothris och familjen praktbaggar. Inga underarter finns listade i Catalogue of Life.